# Galina Fokina
Galina Fokina (ros. Галина Фокина; ur. 17 stycznia 1984 w Moskwie) – rosyjska tenisistka.
Karierę tenisową rozpoczęła w lutym 2004 roku, w Warrnambool w Australii, gdzie bez powodzenia wystąpiła w kwalifikacjach do niewielkiego turnieju ITF. Tydzień później, tym razem w Wodonga, wygrała kwalifikacje i po raz pierwszy w karierze awansowała do turnieju głównego. Swój pierwszy mecz singlowy wygrała jednak dopiero w następnym turnieju, również w Australii, pokonując w pierwszej rundzie Rumunkę Ellę Ionescu. Po udanym pobycie na antypodach zagrała turniej w słoweńskim Mariborze, gdzie wygrała kwalifikacje i dotarła do drugiej rundy fazy finałowej. Następnie zagrała dwa turnieje w Gruzji, na których dwukrotnie pokonała w pierwszej rundzie Jelenę Bowinę. W październiku tego samego roku dostała szansę gry w turnieju WTA, otrzymując od organizatorów turnieju Kremlin Cup w Moskwie dziką kartę do występu w kwalifikacjach. Debiut w rozgrywkach tej rangi był bardzo udany i chociaż nie awansowała do turnieju głównego to w kwalifikacjach pokonała dwie wysoko notowane zawodniczki: Swetłanę Kriwenczewą i Cătălinę Cristeę. Rok później, ponownie z dziką kartą, na tym samym turnieju wygrała kwalifikacje i zagrała w fazie głównej. W pierwszej rundzie trafiła na Argentynkę Paolę Suárez i po trzysetowym meczu przegrała 5:7, 6:2, 3:6.
W 2002 roku zagrała w pierwszej rundzie kwalifikacji singla do wielkoszlemowego Australian Open, ale przegrała w Koreanką Kim Eun-Ha. Udanie natomiast wystąpiła w grze podwójnej, w której wystąpiła (z racji rankingu) od razu w turnieju głównym. Wspólnie z partnerką, Białorusinką Nadieżdą Ostrowską, pokonała w pierwszej rundzie parę Joannette Kruger i Marlene Weingärtner. Jeszcze w tym samym roku odniosła podobny sukces w Roland Garros, tym razem partnerując Ukraince Tatianie Perebyjnis, gdzie też w pierwszej rundzie pokonała szwajcarsko-włoską parę: Emmanuelle Gagliardi / Francesca Schiavone. Zagrała także w deblu w pozostałych wielkoszlemowych turniejach, w Wimbledonie i US Open, ale w obu odpadła w pierwszych rundach. Grała także w kwalifikacjach gry singlowej, jednak nigdy nie udało jej się awansować do turnieju głównego, dochodząc co najwyżej do drugiej rundy kwalifikacji.
W swojej karierze nie wygrała turnieju cyklu WTA, lecz za to ma na swoim koncie jedenaście wygranych turniejów singlowych i dwadzieścia cztery deblowe rangi ITF. Wszystkie zwycięstwa singlowe tenisistka odniosła w Afryce, z czego dziesięć w Egipcie.

## Wygrane turnieje rangi ITF
| turnieje z pulą nagród 100 000 $ |
| turnieje z pulą nagród 75 000 $  |
| turnieje z pulą nagród 50 000 $  |
| turnieje z pulą nagród 25 000 $  |
| turnieje z pulą nagród 15 000 $  |
| turnieje z pulą nagród 10 000 $  |

### Gra pojedyncza
|     | Data       | Turniej    | Kat. | ($)    | Naw.   | Finalistka                | Wynik         |
| 1.  | 12/12/2004 | Kair       | ITF  | 10 000 | ziemna | Pauline Parmentier        | 6:4, 6:3      |
| 2.  | 20/11/2005 | Giza       | ITF  | 10 000 | ziemna | Biljana Pawłowa           | 6:2, 7:5      |
| 3.  | 04/12/2005 | Giza       | ITF  | 10 000 | ziemna | Stefanie Haidner          | 6:2, 6:4      |
| 4.  | 19/03/2006 | Kair       | ITF  | 10 000 | ziemna | Silvia Disderi            | 7:5, 6:3      |
| 5.  | 02/04/2006 | Kair       | ITF  | 10 000 | ziemna | Corina-Claudia Corduneanu | 5:7, 6:4, 6:1 |
| 6.  | 03/12/2006 | Kair       | ITF  | 10 000 | ziemna | Emilie Bacquet            | 6:2, 7:6      |
| 7.  | 25/03/2007 | Kair       | ITF  | 10 000 | ziemna | Michelle Gerards          | 6:2, 6:2      |
| 8.  | 01/04/2007 | Kair       | ITF  | 10 000 | ziemna | Oksana Karyszkowa         | 3:6, 6:3, 7:5 |
| 9.  | 15/03/2009 | Giza       | ITF  | 10 000 | ziemna | Oksana Kalasznikowa       | 6:4, 6:2      |
| 10. | 17/05/2009 | Ajn Suchna | ITF  | 10 000 | ziemna | Laura Pous Tió            | 7:6, 7:5      |
| 11. | 25/07/2009 | Casablanca | ITF  | 10 000 | ziemna | Lisa Sabino               | 6:1, 6:2      |

## Finały juniorskich turniejów wielkoszlemowych

### Gra podwójna (2)
| Końcowy wynik | Rok  | Turniej | Nawierzchnia | Partnerka            | Przeciwniczki                   | Wynik finału |
| Finalistka    | 1999 | US Open | Twarda       | Lina Krasnorucka     | Dája Bedáňová Iroda Tulyaganova | 3:6, 4:6     |
| Zwyciężczyni  | 2001 | US Open | Twarda       | Swietłana Kuzniecowa | Jelena Janković Matea Mežak     | 7:5, 6:3     |